# Norwegischer Fußballpokal der Männer 1997
Der norwegische Fußballpokal 1997 (kurz auch NM-Cup 1997 genannt) war die 92. Austragung des Fußballpokalwettbewerbs der Männer. Pokalsieger wurde Vålerenga Oslo. Das Team setzte sich im Finale mit 4:2 gegen Strømsgodset IF durch. Durch den Sieg qualifizierte sich Vålerenga für den Europapokal der Pokalsieger 1998/99.
Bis auf das Halbfinale wurden die Begegnungen in einem Spiel entschieden. Bei einem Unentschieden nach Verlängerung wurde der Sieger im Elfmeterschießen ermittelt. Die Halbfinalspiele wurden in Hin- und Rückspiel ausgetragen.

## 1. Runde
| Datum      |                       | Ergebnis              |                       |
| ---------- | --------------------- | --------------------- | --------------------- |
| 20.05.1997 | Larvik Turn           | 1:3                   | SK Snøgg              |
| 21.05.1997 | IL Averøkameratene    | 1:0                   | Åndalsnes IF          |
|            | Bremnes IL            | 2:1                   | Nest-Sotra IL         |
|            | FK Gevir Bodø         | 6:0                   | Mo IL                 |
|            | Hana IL               | 0:6                   | Bryne FK              |
|            | Holter IF             | 1:0                   | SK Sprint-Jeløy       |
|            | Jevnaker IF           | 3:4 n. V.             | Bærum SK              |
|            | L/F Hønefoss          | 2:1                   | Ski IL                |
|            | Orkanger IF           | 2:1                   | Nidelv IL             |
|            | Pors Grenland         | 6:3                   | IL Sørfjell           |
|            | Raufoss IL            | 0:1                   | Mjøndalen IF          |
|            | Verdal IL             | 0:3                   | Ranheim IL            |
|            | FK Ørn-Horten         | 1:2                   | IL Runar Sandefjord   |
|            | Ørsta IL              | 1:2                   | Stryn TIL             |
|            | Aalesunds FK          | 0:2                   | Volda TI              |
|            | Ålgård FK             | 1:3                   | Flekkefjord FK        |
|            | Åmot IF               | 1:3                   | Skeid Oslo            |
|            | Åsane Fotball         | 4:0                   | Florø SK              |
|            | Åssiden IF            | 0:1                   | Skjetten SK           |
| 22.05.1997 | Alta IF               | 8:3                   | Skjervøy IK           |
|            | Asker SK              | 0:3                   | Stabæk Fotball        |
|            | Aurskog-Finstadbru SK | 2:7                   | Drøbak/Frogn IL       |
|            | FK Donn               | 1:5                   | Start Kristiansand    |
|            | Elverum Fotball       | 0:3                   | Vålerenga Oslo        |
|            | Fana IL               | 1:2                   | Vadmyra IL            |
|            | Figgjo IL             | 0:7                   | Viking Stavanger      |
|            | Finnsnes IL           | 0:2                   | Harstad IL            |
|            | IL Flint              | 2:6                   | Strømsgodset IF       |
|            | Fredrikstad FK        | 1:1 n. V. (5:4 i. E.) | SF Grei               |
|            | Frigg Oslo FK         | 0:2                   | SFK Mercantile Oslo   |
|            | Hammerfest FK         | 2:3                   | Porsanger IL          |
|            | Holmen IF             | 1:2                   | Eik IF Tønsberg       |
|            | FK Jerv               | 3:2                   | FK Vigør              |
|            | IL Jotun              | 0:1                   | Sogndal IL            |
|            | Kjelsås IL            | 0:1                   | Abildsø IL            |
|            | Kleppestø IF          | 1:4                   | Brann Bergen          |
|            | Kolbotn IL            | 0:2                   | Lyn Oslo              |
|            | Kolstad IL            | 4:2                   | IL Stjørdals-Blink    |
|            | Kristiansund FK       | 0:3                   | Molde FK              |
|            | FK Lofoten            | 4:0                   | FK Mjølner-Narvik     |
|            | Lyngen/Karnes IL      | 1:4                   | Tromsø IL             |
|            | Lørenskog IF          | 4:3                   | FK Gjøvik Lyn         |
|            | Mosjøen IL            | 3:1                   | Namsos IL             |
|            | Nardo FK              | 3:1 n. V.             | Steinkjer FK          |
|            | Nybergsund IL         | 1:3                   | Ham-Kam               |
|            | Radøy IL              | 4:7 n. V.             | Fyllingen Fotball     |
|            | Råde IL               | 0:2                   | Moss FK               |
|            | Selbak TIF            | 1:2                   | Sarpsborg FK          |
|            | Singsås IL            | 0:9                   | Rosenborg Trondheim   |
|            | Skarbøvik IF          | 0:1                   | IL Hødd               |
|            | SK Skjold             | 0:8                   | FK Haugesund          |
|            | Stord IL              | 3:4 n. V.             | Løv-Ham IL            |
|            | Strindheim IL         | 2:0                   | SK Nationalkameratene |
|            | Strømmen IF           | 3:0                   | Faaberg Fotball       |
|            | IL Stålkameratene     | 0:3                   | FK Bodø/Glimt         |
|            | Sørumsand IL          | 0:6                   | Lillestrøm SK         |
|            | Tranabakkan FK        | 0:5                   | Byåsen IL             |
|            | Tromsdalen UIL        | 5:1                   | Silsand IL            |
|            | Ullern IF             | 3:2                   | Østsiden IL           |
|            | Urædd FK              | 0:2                   | Odd Grenland          |
|            | Vang IL               | 0:5                   | Kongsvinger IL        |
|            | SK Vard Haugesund     | 1:1 n. V. (6:5 i. E.) | Odda IL               |
|            | Verhaug IL            | 1:2                   | Eiger IL              |
|            | FK Vidar              | 4:0                   | SK Vedavåg Karmøy     |

## 2. Runde
| Datum      |                     | Ergebnis              |                     |
| ---------- | ------------------- | --------------------- | ------------------- |
| 10.06.1997 | Eiger IL            | 1:2                   | Viking Stavanger    |
|            | Fyllingen Fotball   | 5:2                   | Åsane Fotball       |
|            | Moss FK             | 2:0                   | Strømmen IF         |
| 11.06.1997 | Abildsø IL          | 0:1                   | Vålerenga Oslo      |
|            | FK Bodø/Glimt       | 3:0                   | Mosjøen IL          |
|            | Bremnes IL          | 1:4                   | FK Haugesund        |
|            | Bryne FK            | 6:3                   | FK Vidar            |
|            | Byåsen IL           | 4:2                   | Kolstad IL          |
|            | Drøbak/Frogn IL     | 3:1                   | Holter IF           |
|            | Flekkefjord FK      | 1:3                   | Start Kristiansand  |
|            | Ham-Kam             | 2:1                   | Ullern IF           |
|            | Harstad IL          | 1:0                   | FK Lofoten          |
|            | Kongsvinger IL      | 4:1                   | Lørenskog IF        |
|            | Lyn Oslo            | 4:0                   | Strindheim IL       |
|            | Løv-Ham IL          | 2:6                   | SK Vard Haugesund   |
|            | SFK Mercantile Oslo | 0:1 n. V.             | Skeid Oslo          |
|            | Mjøndalen IF        | 0:2                   | Strømsgodset IF     |
|            | Nardo FK            | 1:3                   | Rosenborg Trondheim |
|            | Odd Grenland        | 5:1                   | FK Jerv             |
|            | Orkanger IF         | 0:2                   | IL Averøkameratene  |
|            | Porsanger IL        | 0:3                   | Tromsø IL           |
|            | Ranheim IL          | 1:4                   | FK Gevir Bodø       |
|            | IL Runar Sandefjord | 1:1 n. V. (5:6 i. E.) | Pors Grenland       |
|            | Sarpsborg FK        | 1:1 n. V. (3:4 i. E.) | Fredrikstad FK      |
|            | Skjetten SK         | 1:3                   | Eik IF Tønsberg     |
|            | SK Snøgg            | 1:8                   | Lillestrøm SK       |
|            | Sogndal IL          | 5:0                   | L/F Hønefoss        |
|            | Stabæk Fotball      | 2:1                   | Bærum SK            |
|            | Stryn TIL           | 1:0                   | Molde FK            |
|            | Tromsdalen UIL      | 4:6                   | Alta IF             |
|            | Vadmyra IL          | 1:3                   | Brann Bergen        |
|            | Volda TI            | 0:3                   | IL Hødd             |

## 3. Runde
| Datum      |                    | Ergebnis              |                     |
| ---------- | ------------------ | --------------------- | ------------------- |
| 25.06.1997 | Alta IF            | 1:6                   | FK Bodø/Glimt       |
|            | IL Averøkameratene | 0:5                   | Rosenborg Trondheim |
|            | Brann Bergen       | 11:00                 | SK Vard Haugesund   |
|            | Eik IF Tønsberg    | 1:1 n. V. (4:3 i. E.) | Kongsvinger IL      |
|            | Fredrikstad FK     | 2:0                   | Lyn Oslo            |
|            | FK Gevir Bodø      | 0:2                   | Vålerenga Oslo      |
|            | FK Haugesund       | 4:0                   | Bryne FK            |
|            | IL Hødd            | 0:2                   | Moss FK             |
|            | Lillestrøm SK      | 3:0                   | Ham-Kam             |
|            | Pors Grenland      | 2:3 n. V.             | Stabæk Fotball      |
|            | Skeid Oslo         | 1:2 n. V.             | Byåsen IL           |
|            | Start Kristiansand | 3:2                   | Odd Grenland        |
|            | Stryn TIL          | 1:4                   | Sogndal IL          |
|            | Strømsgodset IF    | 5:4 n. V.             | Drøbak/Frogn IL     |
|            | Tromsø IL          | 8:0                   | Harstad IL          |
|            | Viking Stavanger   | 4:1                   | Fyllingen Fotball   |

## 4. Runde
| Datum      |                     | Ergebnis              |                    |
| ---------- | ------------------- | --------------------- | ------------------ |
| 09.07.1997 | FK Bodø/Glimt       | 5:0                   | Start Kristiansand |
|            | Eik IF Tønsberg     | 2:2 n. V. (1:4 i. E.) | FK Haugesund       |
|            | Rosenborg Trondheim | 5:3 n. V.             | Lillestrøm SK      |
|            | Sogndal IL          | 5:0                   | Tromsø IL          |
|            | Viking Stavanger    | 4:0                   | Fredrikstad FK     |
| 10.07.1997 | Byåsen IL           | 0:3                   | Strømsgodset IF    |
|            | Moss FK             | 0:2                   | Stabæk IF          |
|            | Vålerenga Oslo      | 3:0                   | Brann Bergen       |

## Viertelfinale
| Datum      |                     | Ergebnis  |                  |
| ---------- | ------------------- | --------- | ---------------- |
| 06.08.1997 | FK Haugesund        | 2:3 n. V. | Strømsgodset IF  |
|            | Rosenborg Trondheim | 2:3 n. V. | Viking Stavanger |
|            | Stabæk IF           | 1:3       | FK Bodø/Glimt    |
|            | Vålerenga Oslo      | 3:2       | Sogndal IL       |

## Halbfinale
| Datum             |                  | Gesamt |                 | Hinspiel | Rückspiel |
| ----------------- | ---------------- | ------ | --------------- | -------- | --------- |
| 24.09./27.09.1997 | Viking Stavanger | 2:5    | Vålerenga Oslo  | 1:4      | 1:1       |
| 24.09./28.09.1997 | FK Bodø/Glimt    | 3:4    | Strømsgodset IF | 2:1      | 1:3       |

## Finale
| Vålerenga Oslo                              | Vålerenga Oslo | Strømsgodset IF | Strømsgodset IF |
| ------------------------------------------- | --- | --- | --------------- |
| Vålerenga Oslo                              | \| Finale \| \| 26. Oktober 1997 in Oslo (Ullevaal-Stadion) \| \| Ergebnis: 4:2 (1:0) \| \| Zuschauer: 22.678 \| \| Schiedsrichter: Roy Helge Olsen \| \| Spielbericht \| | \| Finale \| \| 26. Oktober 1997 in Oslo (Ullevaal-Stadion) \| \| Ergebnis: 4:2 (1:0) \| \| Zuschauer: 22.678 \| \| Schiedsrichter: Roy Helge Olsen \| \| Spielbericht \|                                                                                        | Strømsgodset IF |
| Vålerenga Oslo                              | Tore Krogstad – Thomas Berntsen (84. Viggo Strømme), Fredrik Kjølner, Knut Henry Haraldsen, Joachim Walltin – Bjørn Viljugrein, Bjørn Arild Levernes (87. Svein Erik Pettersen), Espen Haug (88. Kent Karlsen), Espen Musæus – Kjell Roar Kaasa, John Carew Cheftrainer: Vidar Davidsen | Glenn Arne Hansen – Espen Horsrud, Dmitrij Barannik, Vegard Hansen, Pål Skistad – Rune Hagen, Ousman Nyan (70. Hans Erik Ødegård), Sander Solberg, Marco Tanasic (70. Morten Kihle) – Jostein Flo (78. Thomas Røed), Lasse Olsen Cheftrainer: Dag Vidar Ødegaard | Strømsgodset IF |
| Vålerenga Oslo                              | 1:0 Kjell Roar Kaasa (4.) 2:0 Espen Haug (51.) 3:2 Espen Musæus (63.) 4:2 Bjørn Arild Levernes (65.) | 2:1 Marco Tanasic (53.) 2:2 Marco Tanasic (56.) | Strømsgodset IF |
| Vålerenga Oslo                              | Dmitrij Barannik (65.) | | Strømsgodset IF |
| Finale                                      | | |                 |
| 26. Oktober 1997 in Oslo (Ullevaal-Stadion) | | |                 |
| Ergebnis: 4:2 (1:0)                         | | |                 |
| Zuschauer: 22.678                           | | |                 |
| Schiedsrichter: Roy Helge Olsen             | | |                 |
| Spielbericht                                | | |                 |